# Defeito de massa
Defeito de massa é a diferença entre a soma das massas dos nêutrons e dos prótons que formam um átomo e a massa real deste átomo. O defeito de massa é em base associado à inércia da energia de ligação das partículas elementares no núcleo ({\displaystyle E=mc^{2}}) e seu valor é considerado como uma medida do grau de estabilidade do núcleo.